# سيدلر عليا
سيدلر عليا هي قرية في مقاطعة كليبر، إيران. عدد سكان هذه القرية هو 37 في سنة 2006.